# Civil Reserve Air Fleet

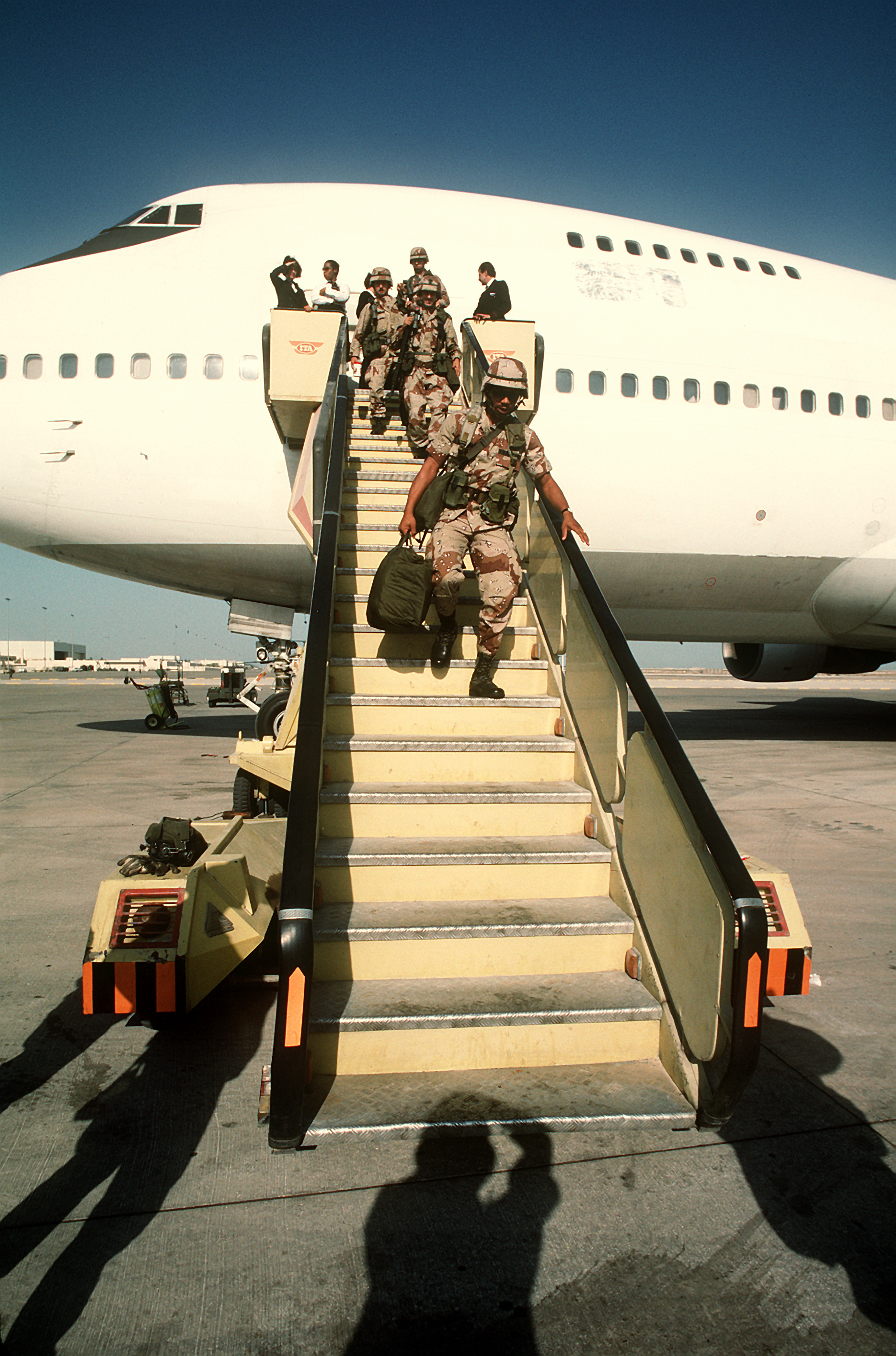
Militaires américains débarquant d'un Boeing 747 en péninsule Arabique lors de l'opération Bouclier du désert en 1990.

La Civil Reserve Air Fleet (en français : flotte aérienne de réserve civile) fait partie des moyens dont les États-Unis disposent lorsque les besoins de transport aérien dépasse la capacité des avions militaires.
Les compagnies aériennes américaines sont ainsi engagées par contrat avec la Civil Reserve Air Fleet lorsque le département de la Défense des États-Unis en fait la demande.

## Histoire

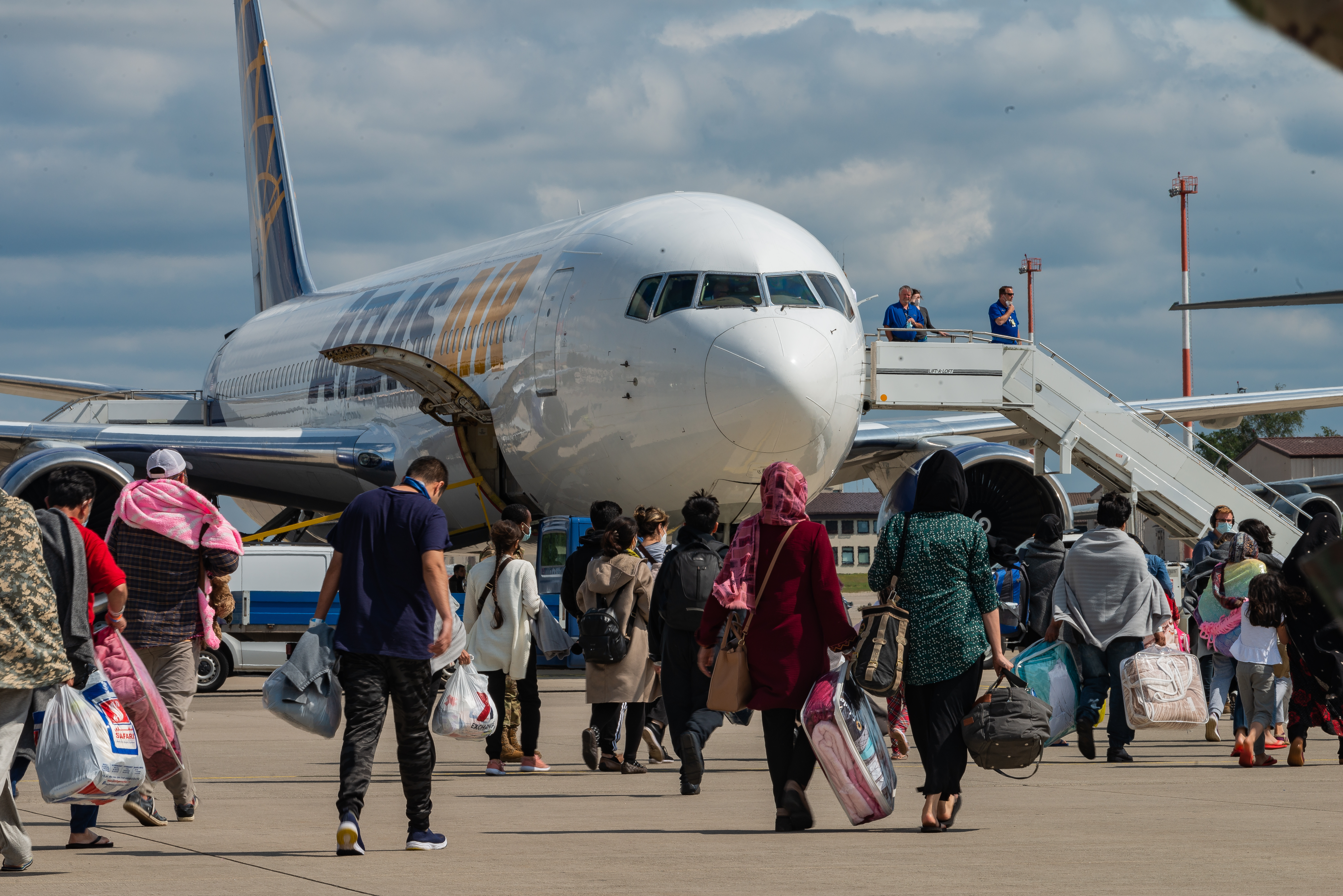
Un avion de la compagnie Atlas Air, sur la base aérienne de Ramstein (Allemagne) le 23 août 2021, à la suite des opérations d'évacuation en Afghanistan.

En 1952, après que les avions aient été réquisitionnés pour le pont aérien de Berlin en 1948/1949, la Civil Reserve Air Fleet a été créée comme un moyen plus approprié de répondre aux besoins militaires d'urgence,.
La flotte a deux segments principaux : international et national (domestique).
Elle a été activée trois fois hors exercices. La première activation faisait partie de l'opération Bouclier du désert (guerre du Golfe) en 1990, la seconde était une fois dans le cadre de l'opération Liberté irakienne en 2003 et enfin en 2021, elle l'a été dans le cadre de l'opération Allies Refuge en Afghanistan,.
En 2022, un total de 28 compagnies aériennes font partie de ce programme contre 24 en 2017